# Андреев, Юрий Алексеевич
Юрий Алексеевич Андреев (10 мая 1945, Новосибирск — 8 июля 2022, Санкт-Петербург) — советский и российский спортсмен, специализировавшийся на игре в русские шашки. Мастер спорта СССР (1967), гроссмейстер России (1997).

## Биография
Родился в 1945 году в Новосибирске. Окончил Ленинградский электромеханический техникум. Получил специальность инженера-технолога, работал конструктором на заводе подъёмно-транспортного оборудования им. Кирова.
В шашки учился играть под руководством заслуженных тренеров РСФСР М. А. Бурковского и Б. М. Герцензона. Выступал за спортивные общества «Труд» и «Локомотив». В 1980 году выиграл первенство ЦС ДСО «Локомотив». Пять раз (1987, 1988, 1995, 1996, 2012) становился чемпионом Ленинграда, а затем Санкт-Петербурга по русским шашкам. Четырежды участвовал в финалах чемпионатов СССР по шашкам. В 1967 году получил звание мастера спорта СССР.
В 1996 году на швейцарском этапе чемпионата России с 5 очками в 7 турах разделил 1-ю позицию с ещё четырьмя участниками и по дополнительным показателям занял первое место, опередив в том числе международных гроссмейтеров Юрия Королёва и Владимира Скрабова и гроссмейстера Василия Михеева. Помимо этого, выигрывал чемпионат России также и в командном зачёте в составе сборной Санкт-Петербурга. В 2003 и 2004 годах выигрывал чемпионат Европы среди ветеранов. С 1997 года — гроссмейстер России.
В 1976—2006 годах тренер Дорсовета ДСО «Локомотив». Педагог дополнительного образования (школа № 359, Санкт-Петербург), тренер-преподаватель СДЮШОР по шахматам и шашкам. Среди воспитанников — мастер спорта А. Иванов, чемпионы и призёры первенств Санкт-Петербурга в различных возрастных группах.
Умер в июле 2022 года.